# بسباس (ثعبان)
البسباس (الاسم العلمي: Macroprotodon)، جنس ثعابين من فصيلة الحنشيات. تُعرف جميع الأنواع المنتمية للجنس عمومًا باسم الثعابين الملساء الكاذبة.

## الأنواع
يشتمل البسباس على أربعة أنواع
- ثعبان أبوبكري Wade, 2001
- M. brevis  [لغات أخرى]‏ (ألبرت غونتر, 1862) – western false smooth snake
- أفعى ملساء كاذبة (إيزيدور جوفروا سانت ايلار, 1827) – false smooth snake
- M. mauritanicus  [لغات أخرى]‏ Guichenot, 1850

اعتبرت بعض المراجع أن بعض هذه الأنواع هي نويعات من أنواع أخرى.
"تنبيه (كتابة)": تشير التسمية الثنائية بين قوسين إلى أن النوع وصف في الأصل في جنس آخر غير "البسباس".